# Solenanthus
Solenanthus es un género de plantas con flores perteneciente a la familia Boraginaceae. Comprende 47 especies descritas y de estas solo 5 aceptadas.

## Descripción
Son hierbas bienales o perennes, seríceas, algodonosas, sin pelos pluricelulares largos glandulíferos. Hojas enteras, las caulinares alternas, las medias y superiores ± sésiles, no decurrentes. Inflorescencia ramificada, paniculiforme, con numerosas cimas multifloras, densas en la floración, laxas en la fructificación. Flores actinomorfas, erectas, ebracteadas, pediceladas. Cáliz gamosépalo, dividido casi hasta la base, con lóbulos homomorfos, enteros, densamente peloso, con pelos ± rectos. Corola tubulosa o ligeramente campanulada, glabra por su cara externa, de rosada a purpúrea, con lóbulos de erectos a patentes; tubo más largo que los lóbulos de la corola, recto, cilíndrico, glabro por la cara interna, sin escamas nectaríferas en la base; garganta con 5 invaginaciones obtusas y papilosas; lóbulos triangular-lanceolados, obtusos. Estambres 5, exertos, adnatos cerca del ápice del tubo de la corola, ampliamente sobresalientes de la misma, con filamentos mucho más largos que las anteras, estrechos, glabros, sin apéndices; anteras no apiculadas, libres, exertas. Ovario tetralobado; estilo simple, incluso, ginobásico; estigma subgloboso, ± bilobado. Fruto pétreo, en tetranúcula. Núculas monospermas, de contorno anchamente ovado, con la cara dorsal plana, lisa o con algunos tubérculos o gloquidios en la zona central, delimitada por un margen grueso con varias filas de gloquidios densamente dispuestos, con la base de inserción ± elíptica, plana y carente de apéndice, unidas cerca de su base en el receptáculo cónico.

## Taxonomía
El género fue descrito por Karl Friedrich von Ledebour y publicado en Icones Plantarum 1: 8, pl. 26. 1829.

## Especies aceptadas
A continuación se brinda un listado de las especies del género Solenanthus aceptadas hasta septiembre de 2013, ordenadas alfabéticamente. Para cada una se indica el nombre binomial seguido del autor, abreviado según las convenciones y usos.
- Solenanthus albanicus (Degen & Bald.) Degen & Bald.
- Solenanthus apenninus (L.) Fisch. & C.A. Mey.
- Solenanthus circinatus Ledeb.
- Solenanthus hupehensis R.R. Mill
- Solenanthus stamineus (Desf.) Wettst.